# Il pericolo è il mio mestiere (serie televisiva)
Il pericolo è il mio mestiere (Danger Theatre) è una serie televisiva statunitense in 7 episodi trasmessi per la prima volta nel corso di una sola stagione nel 1993.
Gli episodi sono storie di genere comico-demenziale e vengono presentati da Robert Vaughn. Ogni episodio, della durata di mezz'ora (con due eccezioni), è composto da due segmenti comici, ciascuno una parodia dei format d'azione classici. Lo stile della comicità è simile a quella di film come L'aereo più pazzo del mondo e Quelli della pallottola spuntata. Il primo segmento è incentrato sulle vicende de "il ricercatore" (o "il segugio", nella controparte originale The Searcher), motociclista playboy alla ricerca di avventure che difende i deboli lungo la sua strada. Il secondo segmento, denominato Tropical Punch (parodia di Hawaii Five-O), è incentrato sul capitano della polizia delle Hawaii Mike Morgan coadiuvato dai detective Tom McCormick e Al Hamoki.

## Personaggi e interpreti
- Se stesso - Presentatore (7 episodi, 1993), interpretato da Robert Vaughn.
- The Searcher, interpretato da Diedrich Bader.
- Capitano Mike Morgan, interpretato da Adam West.
- Ray 'Rake' Monroe, interpretato da Todd Field.
- Clay Gentry, interpretato da Ricky Harris.
- Detective Tom McCormick, interpretato da Billy Morrissette.
- Al Hamoki, interpretato da Peter Navy Tuiasosopo.

## Produzione
La serie, ideata da Mike Scott e Penelope Spheeris e Robert Wolterstoff, fu prodotta da Universal TV Le musiche furono composte da Lalo Schifrin.

### Registi
Tra i registi sono accreditati:
- Mark Jean
- Penelope Spheeris

### Sceneggiatori
Tra gli sceneggiatori sono accreditati:
- Penelope Spheeris in 7 episodi (1993)
- Mike Scott

## Distribuzione
La serie fu trasmessa negli Stati Uniti dall'11 luglio 1993 al 22 agosto 1993  sulla rete televisiva Fox. In Italia è stata trasmessa su Italia 1 con il titolo Il pericolo è il mio mestiere. È stata distribuita anche in Germania dal 15 settembre 1996.

## Episodi
| Stagione       | Episodi | Prima TV USA |
| -------------- | ------- | ------------ |
| Prima stagione | 7       | 1993         |